# Villers-Saint-Paul
Villers-Saint-Paul – miejscowość i gmina we Francji, w regionie Hauts-de-France, w departamencie Oise.
Według danych na rok 1990 gminę zamieszkiwały 5384 osoby, a gęstość zaludnienia wynosiła 1092 osoby/km² (wśród 2293 gmin Pikardii Villers-Saint-Paul plasuje się na 38. miejscu pod względem liczby ludności, natomiast pod względem powierzchni na miejscu 881.).